# Melbourne City Football Club
O Melbourne City Football Club, anteriormente conhecido como Melbourne Heart, é um clube de futebol da cidade de Melbourne, na Austrália. Trocou de nome após ser adquirido em 2014 pelo City Football Group, passando a se chamar Melbourne City.Suas partidas acontecem no estádio AAMI Park, com capacidade para 30.050 torcedores. Suas cores são azul e branco.

## História
Fundado em 2009 como Melbourne Heart que tinha as cores vermelho e branco. O clube competiu com este nome desde a temporada inaugural de 2010-11 até que foi adquirido e posteriormente rebatizado em meados de 2014 pelo City Football Group, em parceria com a Holding MS Australia. Em agosto de 2015, o City Football Group comprou o consórcio Holding MS Australia para adquirir 100% da propriedade do clube.
O clube é administrado pela City Football Academy, uma instalação localizada na Universidade de La Trobe, em Melbourne. O clube joga partidas em casa no Melbourne Rectangular Stadium, comercialmente conhecido como AAMI Park, um local para 30.050 lugares multiuso no City Center de Melbourne. O clube também tem uma equipe juvenil afiliada que compete na Liga Nacional da Juventude, uma equipe de NPL que compete nas ligas nacionais e uma equipe feminina sênior que compete na W-League.

## Títulos
| Nacionais | Nacionais                    | Nacionais | Nacionais   |
|           | Competição                   | Títulos   | Temporadas  |
| --------- | ---------------------------- | --------- | ----------- |
|           | A-league                     | 2         | 2021, 2025  |
|           | Copa da Austrália de Futebol | 1         | 2016        |
| TOTAL     |                              |           |             |
|           | Títulos oficiais             | 3         | 3 Nacionais |